# 马莱托
马莱托（義大利語：Maletto），是意大利西西里大区卡塔尼亞廣域市的一个市镇。总面积40平方公里，人口4073人，人口密度101.8人/平方公里（2009年）。ISTAT代码为087022。